# Hoa hậu Hoàn vũ 2025
Hoa hậu Hoàn vũ 2025 là cuộc thi Hoa hậu Hoàn vũ lần thứ 74 được tổ chức vào ngày 21 tháng 11 năm 2025 tại Impact Arena ở Băng Cốc, Thái Lan. Hoa hậu Hoàn vũ 2024 Victoria Kjær Theilvig đến từ Đan Mạch sẽ trao lại vương miện cho người kế nhiệm vào cuối đêm chung kết.

## Thông tin cuộc thi

### Địa điểm tổ chức
Vào ngày 16 tháng 11 năm 2024, tại cuộc thi Hoa hậu Hoàn vũ 2024, Raúl Rocha Cantú, chủ sở hữu của Legacy Holding Group USA Inc., đã thông báo rằng cuộc thi Hoa hậu Hoàn vũ lần thứ 74 có thể được tổ chức tại một trong những quốc gia được lựa chọn sau: Argentina, Costa Rica, Cộng hòa Dominica, Maroc, Ấn Độ, Nam Phi, Tây Ban Nha hoặc Thái Lan.  Vào ngày 7 tháng 2 năm 2025, Hoa hậu Hoàn vũ đã thông báo trên trang Facebook của họ rằng cuộc thi lần thứ 74 có thể được tổ chức tại các quốc gia sau: Costa Rica, Cộng hòa Dominica, Nigeria, Tây Ban Nha, Nam Phi, Thái Lan và Philippines.…
Vào ngày 7 tháng 2 năm 2025, trong một buổi họp báo công bố quốc gia đăng cai, Raúl Cantú và Anne Jakrajutatip, đã thông báo rằng cuộc thi Hoa hậu Hoàn vũ lần thứ 74 sẽ được tổ chức tại Thái Lan, đánh dấu lần đầu tiên quốc gia này đăng cai cuộc thi kể từ năm 2018.

## Thí sinh tham gia
64 thí sinh xác nhận sẽ tham gia cuộc thi:
| Quốc gia/ Vùng lãnh thổ  | Thí sinh               | Tuổi | Quê quán            |
| ------------------------ | ---------------------- | ---- | ------------------- |
| Albania                  | Flavia Harizaj         | 25   | Fier                |
| Angola                   | Maria Cunha            | 21   | Luanda              |
| Argentina                | Aldana Masset          | 25   | Valle María         |
| Aruba                    | Hannah Arends          | 28   | Savaneta            |
| Úc                       | Lexie Brant            | 21   | Brisbane            |
| Bahamas                  | Maliqué Bowe           | 24   | Grand Bahama        |
| Bỉ                       | Karen Jansen           | 23   | Lommel              |
| Belize                   | Isabella Zabaneh       | 21   | Independence        |
| Bolivia                  | Yessica Hausermann     | 24   | Magdalena           |
| Bonaire                  | Nicole Peiliker-Visser | 42   | Kralendijk          |
| Brazil                   | Gabriela Lacerda       | 22   | Teresina            |
| Bulgaria                 | Gaby Guha              | 27   | Marseille           |
| Cameroon                 | Josiane Golonga        | 23   | Mokolo              |
| Canada                   | Jaime VandenBerg       | 29   | Lethbridge          |
| Quần đảo Cayman          | Tahiti Seymour         | 22   | Bodden Town         |
| Chile                    | Inna Moll              | 28   | Vitacura            |
| Trung Quốc               | Xuhe Hou               | 22   | Cát Lâm             |
| Costa Rica               | Mahyla Roth            | 26   | Cahuita             |
| Bờ Biển Ngà              | Olivia Yacé            | 27   | Yamoussoukro        |
| Croatia                  | Laura Gnjatović        | 23   | Zadar               |
| Cuba                     | Lina Luaces            | 22   | Miami               |
| Curaçao                  | Camille Thomas         | 26   | Willemstad          |
| Cộng hòa Séc             | Michaela Tomanová      | 27   | Prague              |
| Cộng hòa Dominica        | Jennifer Ventura       | 27   | Barahona            |
| Ecuador                  | Nadia Mejia            | 29   | Guayaquil           |
| Pháp                     | Ève Gilles             | 22   | Quaëdypre           |
| Đức                      | Diana Fast             | 32   | Hamburg             |
| Anh Quốc                 | Danielle Latimer       | 36   | Barry               |
| Guadeloupe               | Ophély Mézino          | 26   | Morne-à-l'Eau       |
| Guatemala                | Raschel Paz            | 24   | Thành phố Guatemala |
| Guinea                   | Tiguidanké Bérété      | 23   | Conakry             |
| Honduras                 | Alejandra Fuentes      | 31   | Olancho             |
| Iceland                  | Helena O’Connor        | 20   | Viðey               |
| Iraq                     | Hanin Al Qoreishy      | 27   | Baghdad             |
| Israel                   | Melanie Shiraz         | 26   | Caesarea            |
| Jamaica                  | Gabrielle Henry        | 29   | Kingston            |
| Nhật Bản                 | Kaori Hashimoto        | 21   | Tochigi             |
| Kazakhstan               | Dana Almasova          | 20   | Kostanay            |
| Kosovo                   | Dorea Shala            | 24   | Lincoln             |
| Kyrgyzstan               | Mary Kuvakova          | 18   | Bishkek             |
| Latina                   | Yamilex Hernández      | 29   | Perth Amboy         |
| Liban                    | Sarah Leena Bou Jaoude | 20   | Jdeideh             |
| Malta                    | Julia Cluett           | 27   | Floriana            |
| Myanmar                  | Myat Yadanar Soe       | 22   | Mandalay            |
| Namibia                  | Johanna Swartbooi      | 27   | Vaalgras            |
| Hà Lan                   | Nathalie Mogbelzada    | 28   | Amsterdam           |
| New Zealand              | Abbigail Sturgin       | 28   | West Auckland       |
| Palestine                | Nadeen Ayoub           | 30   | Ramallah            |
| Panama                   | Mirna Caballini        | 22   | Chiriquí            |
| Ba Tư                    | Sahar Biniaz           | 41   | Tehran              |
| Peru                     | Karla Bacigalupo       | 33   | Lima                |
| Philippines              | Ahtisa Manalo          | 28   | Candelaria          |
| Ba Lan                   | Oliwia Mikulska        | 20   | Żary                |
| Bồ Đào Nha               | Camila Vitorino        | 26   | Setúbal             |
| Puerto Rico              | Zashely Alicea         | 25   | Dorado              |
| Tây Ban Nha              | Andrea Valero          | 28   | A Coruña            |
| Sri Lanka                | Lihasha Lindsay-White  | 27   | Colombo             |
| Suriname                 | Chiara Wijntuin        | 21   | Paramaribo          |
| Trinidad và Tobago       | Sihlé Letren           | 30   | Diamond Vale        |
| Quần đảo Turks và Caicos | Bereniece Dickenson    | 22   | Salt Cay            |
| Ukraine                  | Sofiya Tkachuk         | 25   | Rivne               |
| Venezuela                | Stephany Abasali       | 25   | Ciudad Guayana      |
| Zambia                   | Kunda Mwamulima        | 29   | Kalulushi           |
| Zimbabwe                 | Lyshanda Moyas         | 27   | Gweru               |

## Các cuộc thi quốc gia
| Quốc gia/ Vùng lãnh thổ | Ngày             |
| ----------------------- | ---------------- |
| Quần đảo Virgin (Mỹ)    | 17 tháng 8, 2025 |
| Ấn Độ                   | 18 tháng 8, 2025 |
| Cộng hòa Dân chủ Congo  | 22 tháng 8, 2025 |
| Guyana                  | 23 tháng 8, 2025 |
| Thái Lan                | 23 tháng 8, 2025 |
| Quần đảo Virgin (Anh)   | 24 tháng 8, 2025 |
| Botswana                | 30 tháng 8, 2025 |
| Na Uy                   | 30 tháng 8, 2025 |
| Ý                       | 31 tháng 8, 2025 |
| Saint Lucia             | 31 tháng 8, 2025 |
| Slovenia                | 3 tháng 9, 2025  |
| Nicaragua               | 4 tháng 9, 2025  |
| Belarus                 | 5 tháng 9, 2025  |
| Guinea Xích Đạo         | 6 tháng 9, 2025  |
| Phần Lan                | 10 tháng 9, 2025 |
| Uruguay                 | 10 tháng 9, 2025 |
| Hungary                 | 13 tháng 9, 2025 |
| Mexico                  | 13 tháng 9, 2025 |
| Thổ Nhĩ Kỳ              | 17 tháng 9, 2025 |
| Hồng Kông               | 20 tháng 9, 2025 |
| Hàn Quốc                | 25 tháng 9, 2025 |
| Thụy Sĩ                 | 27 tháng 9, 2025 |
| Moldova                 | 29 tháng 9, 2025 |
| Ireland                 | Tháng 9, 2025    |
| Lào                     | Tháng 9, 2025    |
| Malaysia                | Tháng 9, 2025    |
| Nepal                   | Tháng 9, 2025    |
| Tanzania                | Tháng 9, 2025    |

## Chú ý

### Lần đầu tham gia
- Latina
- Palestine
- Ả Rập Xê Út

### Trở lại
- Lần cuối tham gia vào năm 2017:
  -  Iraq
  -  Slovenia
- Lần cuối tham gia vào năm 2023:
  -  Kosovo
  -  Panama
  -  Nam Phi

### Chỉ định
- Bulgaria – Gaby Guha được chỉ định là "Hoa hậu Hoàn vũ Bulgaria 2025". Cô từng đại diện Pháp tại Miss Supermodel Worldwide 2019 đạt được danh hiệu Á hậu 2 và Hoa hậu Châu Âu 2020 với danh hiệu Hoa hậu.
- Iraq – Hanin Al Qoreishy được chỉ định là "Hoa hậu Hoàn vũ Iraq 2025". Cô từng là Miss Grand Nevada 2024 và lọt vào Top 12 Miss Grand USA 2024.
- Liban – Sarah Leena Bou Jaoude được chỉ định là "Hoa hậu Hoàn vũ Liban 2025" vì cuộc thi Hoa hậu Liban 2025 bị hủy. Cô là Á hậu 1 Hoa hậu Liban 2024.
- Palestine – Nadeen Ayoub được chỉ định là "Hoa hậu Hoàn vũ Palestine 2025". Cô là Hoa hậu Trái Đất Palestine 2022 và đạt được danh hiệu Hoa hậu Nước tại Hoa hậu Trái Đất 2022.
- Panama – Mirna Caballini được chỉ định là "Hoa hậu Hoàn vũ Panama 2025". Cô là Á hậu 2 Hoa hậu Hoàn vũ Panama 2024.

### Thay thế
- Bờ Biển Ngà – Fatima Koné ban đầu được trao vương miện Hoa hậu Bờ Biển Ngà vào tháng 6 và giành quyền đại diện Bờ Biển Ngà tại Hoa hậu Hoàn vũ năm nay, nhưng vì sau đó cô lại được chỉ định đến với Hoa hậu Thế giới 2026 nên Olivia Yacé được chỉ định là "Hoa hậu Hoàn vũ Bờ Biển Ngà 2025". Cô là Hoa hậu Bờ Biển Ngà 2021 và đại diện Bờ Biển Ngà tại Hoa hậu Thế giới 2021.